# Calamagrostis steyermarkii
Calamagrostis steyermarkii är en gräsart som beskrevs av Jason Richard Swallen. Calamagrostis steyermarkii ingår i släktet rör, och familjen gräs. IUCN kategoriserar arten globalt som sårbar.
Artens utbredningsområde är Ecuador. Inga underarter finns listade i Catalogue of Life.